# Статтена
«Статтена» (швед. Stattena Idrottsförening) — шведский футбольный клуб из города Хельсингборг, в настоящий момент выступает в Дивизионе 6, восьмом по силе дивизионе Швеции. Клуб основан в 1922 году, домашние матчи проводит на стадионе «Олимпиафэлтет». В высшем дивизионе чемпионата Швеции «Статтена», в период с 1927 по 1930 годы провела в общей сложности 2 сезона, в обоих из них она становилась двенадцатой в итоговой таблице чемпионата. Кроме мужской футбольной команды в клубе «Статтена» существует женская футбольная команда, которая в настоящее время гораздо более успешна чем мужская и периодически играет в высшем дивизионе.

## Известные игроки и воспитанники
- Ларс Гранстрём
- Кнут Кроон
- Андерс Линдерот